# Poličnik
Poličnik est un village et une municipalité située dans le comitat de Zadar, en Croatie. Au recensement de 2001, la municipalité comptait 4 664 habitants, dont 98,50 % de Croates et le village seul comptait 1 135 habitants.

## Localités
La municipalité de Poličnik compte 10 localités :
- Briševo
- Dračevac Ninski
- Gornji Poličnik
- Lovinac
- Murvica
- Murvica Gornja
- Poličnik
- Rupalj
- Suhovare
- Visočane